# Franzbranntwein

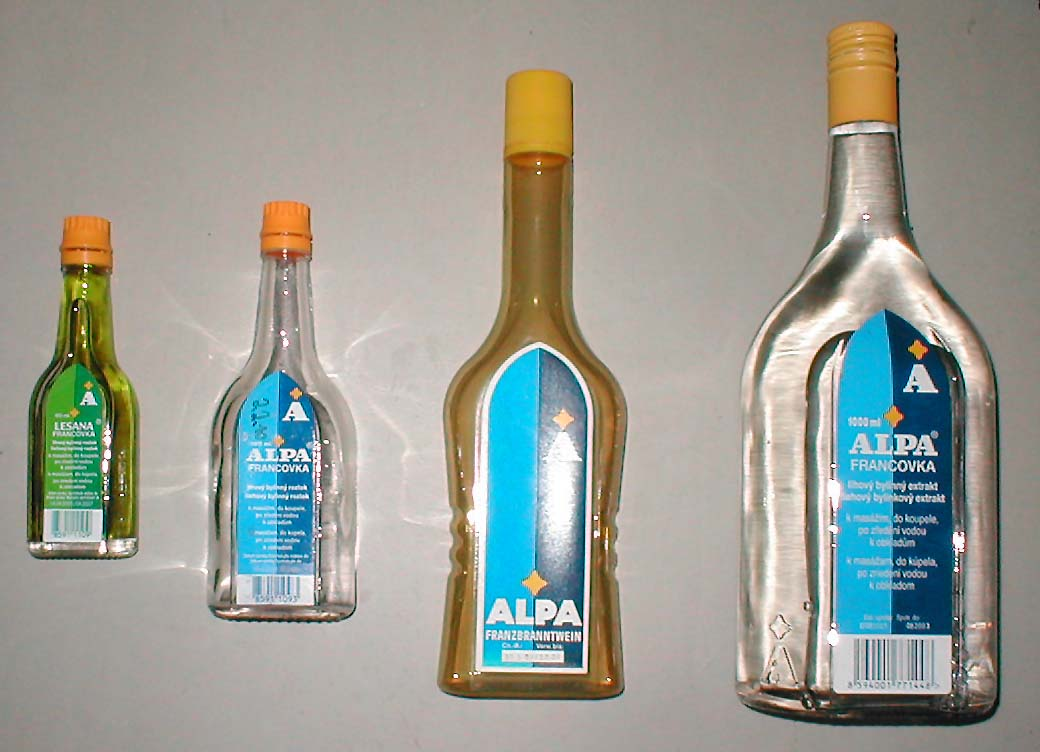
Verschiedene Sorten: grün (mit Menthol) 60 ml, weiß 160 ml, 400 ml und 1000 ml

Unter den Begriff Franzbranntwein (Spiritus Vini gallici) fallen unterschiedliche Lösungen von ätherischen Ölen, Monoterpenen und/oder aromatischen Tinkturen in verdünntem Alkohol (Ethanol). Am Markt befindliche Produkte sind entweder farblos oder grün gefärbt und enthalten vorzugsweise Wacholderbeeröl, Fichtennadelöl, Latschenkieferöl, Menthol, Campher und Thymol, die zum Teil auch als Vergällungsmittel eingesetzt werden.

## Geschichte
Der Begriff Franzbranntwein geht auf das 17. Jahrhundert zurück, der damals allgemein französischen Branntwein bezeichnete, jedoch heute nur noch in der pharmazeutischen Fachsprache für ein künstlich hergestelltes, durchblutungsförderndes Einreibemittel steht.
Im 18. und 19. Jahrhundert verstand man unter Franzbranntwein (Brandy, Eau de vie) den ausschließlich aus Wein durch Destillation gewonnenen Branntwein, im Gegensatz zu z. B. Kartoffel- (Wodka) oder Kornbranntwein (Korn). Zu den besten Sorten gehörten zu der Zeit der Cognac und Armagnac, hergestellt aus Wein der jeweiligen französischen Gegend. Das Präfix „Franz-“ ist vermutlich der Tatsache geschuldet, dass Frankreich Hauptproduzent war. Bis ins 20. Jahrhundert wurde Franzbranntwein im Deutschen in der Regel als „Cognac“ bezeichnet unabhängig von seiner Herkunft. Zur Wende zum 20. Jahrhundert taucht dann der Begriff „Weinbrand“ auf.
Schon Anfang des 19. Jahrhunderts gab es verschiedene pharmazeutische Franzbranntweine, Zubereitungen, bei denen Franzbranntwein mit und ohne weitere Wasserzugabe zur Mazeration oder Extraktion verschiedener Pflanzen genutzt wurde: „Spiritus tur. Pini Russ. … drey Pfund Franzbranntwein werden über ein Pfund Fichtenknospen bis zur Hälfte abgezogen. Ein kräftiges äusseres Mittel.“
Seit dem 19. und insbesondere seit dem 20. Jahrhundert sind verschiedene Franzbranntweinzubereitungen im Sortiment von pharmazeutischen Unternehmen erhältlich. Heute wird Franzbranntwein durch Vermischung von verdünntem Alkohol (Ethanol) und weiteren Zusätzen wie ätherischen Ölen hergestellt. Auch die Verwendung des günstigeren Isopropanol ist teilweise üblich, war aber Anfang des 20. Jahrhunderts arzneimittelrechtlich umstritten.
Als es noch nicht üblich war, Franzbranntwein durch Vergällen untrinkbar zu machen, fand er mitunter als Suchtmittel Verwendung: Da es als unschicklich galt, wenn Frauen hochprozentigen Alkohol tranken, konsumierten sie heimlich den im Haushalt als Arzneimittel vorhandenen Franzbranntwein und gerieten hierbei häufig in Abhängigkeit, was, nach dem ebenso verwendeten Parfüm, als „Kölnisch-Wasser-Alkoholismus“  bezeichnet wurde.

## Wirkung und Zulassung
Franzbranntwein ist ein Einreibemittel (alkoholische Einreibung), welches zur lokalen Hyperämisierung (Förderung der Hautdurchblutung) bei Muskel- und Gelenkschmerzen, bei Muskelkater, Zerrungen und Prellungen, sowie für Sport- und Bindegewebsmassagen geeignet ist. Hyperämisierend wirksam sind die enthaltenen ätherischen Öle, aber vor allem der Alkohol, der ab 50 % auch leicht hautreizend und desinfizierend wirkt. Waschungen mit Franzbranntwein sollen zudem kühlend bei Entzündungen sowie gegen Wundliegen (Dekubitus) wirken. Ferner dient er als Erfrischungsmittel an heißen Tagen. Franzbranntwein-Einreibungen sind als Maßnahme zur Dekubitusprophylaxe bei besonders gefährdeten Pflegeempfängern kontraindiziert.
Die Wirkaussage hinsichtlich der Heilung verschiedener Beschwerden gilt nicht für alle im Verkauf befindlichen Rezepturen, sondern nur für solche, die als Arzneimittel zugelassen sind, dabei kann noch zwischen traditionellem Arzneimittel und der Standardzulassung unterschieden werden.
Darüber hinaus gibt es auch Zubereitungen, die als kosmetische Mittel verkauft werden und als Einreibung zur oder nach der Massage eingesetzt werden. In Österreich ist zudem seit 1994 Franzbranntwein einer bestimmten Zusammensetzung nur noch als kosmetisches Mittel zugelassen und wird über seine äußerliche Anwendung hinaus in kleinen Mengen als Mundspülung eingesetzt.

## Rezepturen
Früher wurde der alkoholischen Lösung auch Ratanhiawurzelextrakt zugesetzt, um die Optik eines Cognacs zu imitieren.
Über Apotheken sind folgende, spezifizierte Zubereitungen zu bekommen:
- Spiritus Vini gallici rein 38–40 % (V/V) DAC,
- Spiritus Vini gallici rein 45 % (V/V) DAC,
- Spiritus Vini gallici mit Campher DAC,
- Spiritus Vini gallici mit Fichtennadelöl 48 % (V/V) Standardzulassung.[12][13]

## Verwendung in Altenpflege
Hinsichtlich der typischerweise in der Altenpflege vorkommenden Dekubitusproblematik wird empfohlen, alkoholische Einreibungen, wie z. B. mit Franzbranntwein, nicht durchzuführen, da Alkohol zur Austrocknung der Haut führt. Oftmals ist es jedoch der Wunsch der Patienten, aufgrund des erfrischenden Effekts mit Franzbranntwein eingerieben zu werden. Diesem Wunsch kann individuell nachgekommen werden, sofern die entsprechende Hautpartie mit einer fettreichen Creme oder Lotion (W/O-Emulsion) nachbehandelt wird.